# 挹江门 (扬州)

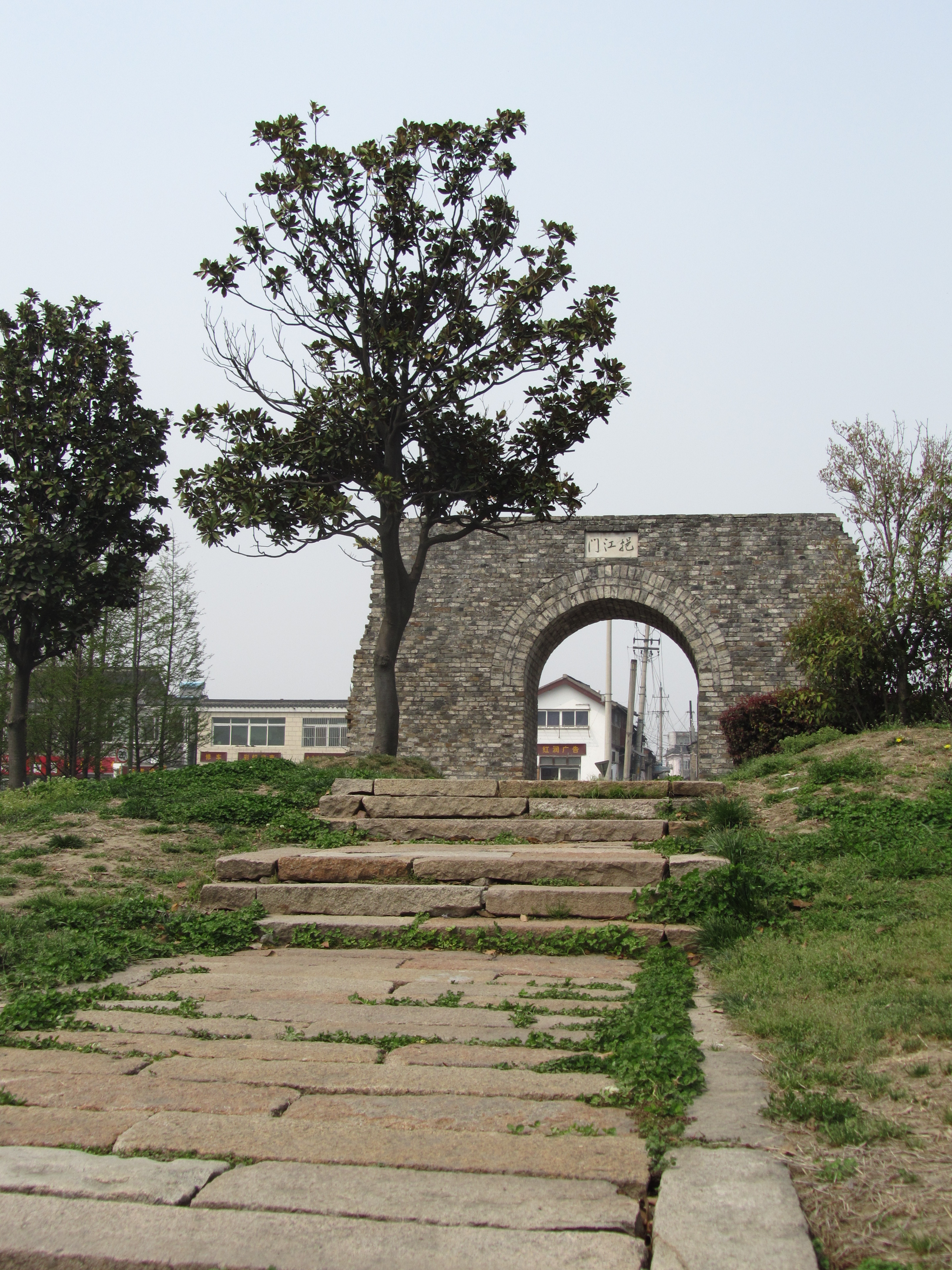
重建后的挹江门

挹江门为中国自元朝至民国时期扬州城的十二座古城门之一，位于古运河与小秦淮河交叉口处（今南通西路南侧的古运河北岸），明宣德年间曾在此设立钞关（专门以钞券纳税的机构），并在运河上架设浮桥，附近逐渐形成繁华的钞关码头。原城门已在近代拆除，2007年采用旧城砖重新垒砌，复建后的城门高约5米，为扬州目前恢复展示的六座城门之一（东门、南门、西门、北门、挹江门、通江门）。